# Andrzej Giersz

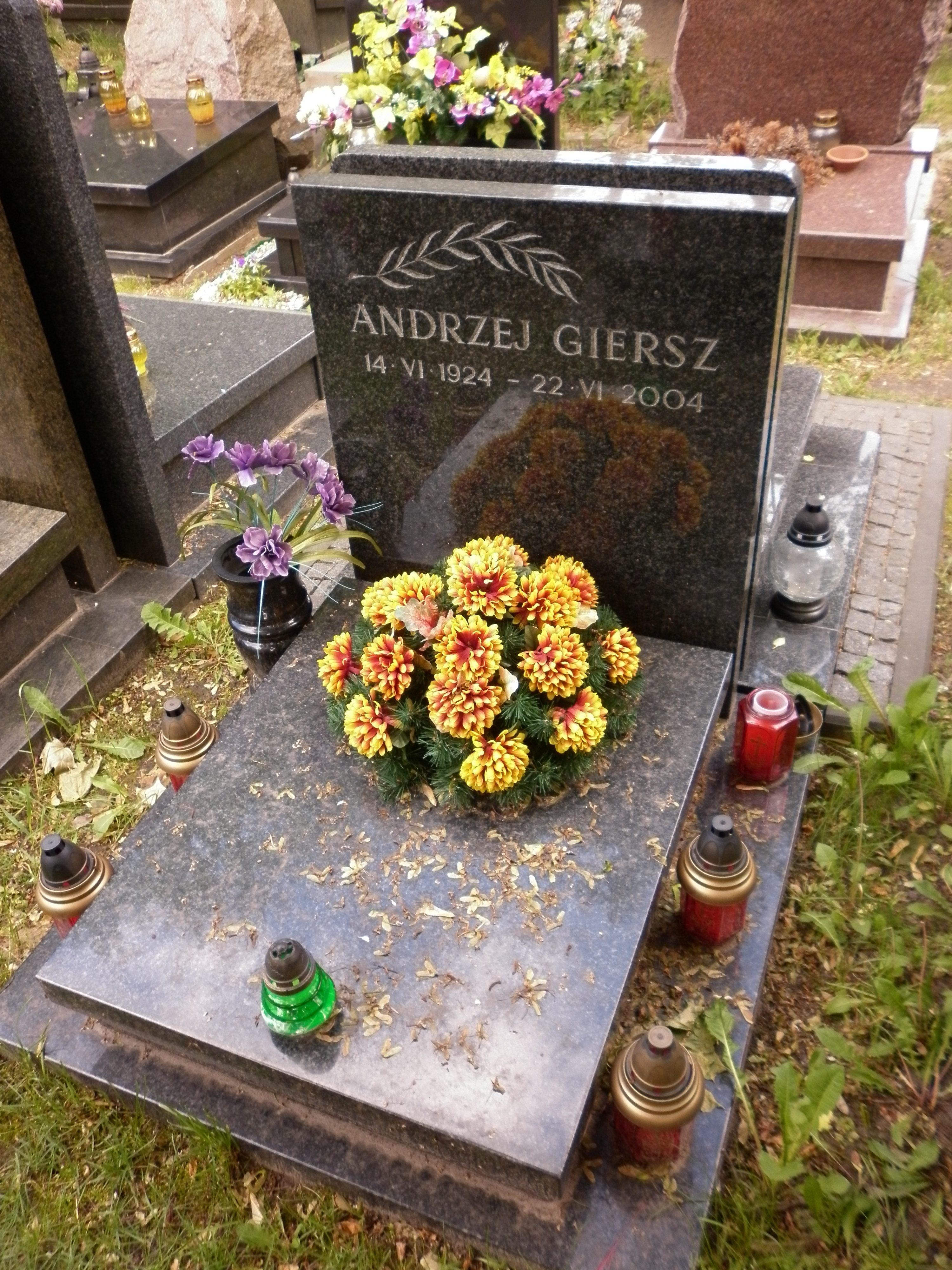
Grób Andrzeja Gierszy na Cmentarzu Wojskowym na Powązkach

Andrzej Stanisław Giersz (ur. 14 czerwca 1924 w Będzinie, zm. 24 czerwca 2004) – polski ekonomista i polityk. Minister gospodarki komunalnej (1967–1969) i minister budownictwa i przemysłu materiałów budowlanych (1969–1971).

## Życiorys
Syn Stanisława i Wandy. W 1936 r. został uczniem Gimnazjum Męskiego im. Bolesława Prusa w Sosnowcu – jego kolegą w klasie był późniejszy minister spraw wewnętrznych Wiesław Ociepka. Po trzech latach dalszą naukę przerwała mu wojna. W latach 1940–1945 był robotnikiem w Zakładach Metalowych w Sosnowcu. Ponownie podjął naukę 8 kwietnia 1945 r. w Filii „Prusa” przy ul. Dziewiczej. Już w lipcu 1945 r. zdał w trybie przyspieszonym maturę.
W 1949 ukończył studia w Wyższej Szkole Ekonomicznej w Katowicach, a w 1953 w Instytucie Kształcenia Kadr Naukowych. W latach 1945–1948 pracował jako inspektor w sosnowieckiej Ubezpieczalni Społecznej. W 1948 został kierownikiem działu w Centralnym Zarządzie Przemysłu Szklarskiego w Sosnowcu. W 1953 objął stanowisko dyrektora departamentu w Ministerstwie Budownictwa, a następnie w Ministerstwie Budownictwa i Przemysłu Materiałów Budowlanych, od 1960 do 1963 dyrektor generalny w tym ministerstwie.
W 1945 wstąpił do Polskiej Partii Socjalistycznej, a w 1948 do Polskiej Zjednoczonej Partii Robotniczej. Był zastępcą kierownika wydziału ekonomicznego (1964) i wydziału przemysłu lekkiego, handlu i budownictwa (1964–1967) Komitetu Centralnego PZPR. Od 1963 do 1964 podsekretarz stanu w Ministerstwie Budownictwa i Przemysłu Materiałów Budowlanych, a od 1969 do 1971 jego minister. W latach 1967–1969 minister gospodarki komunalnej. Od 1971 był także członkiem Obywatelskiego Komitetu Odbudowy Zamku Królewskiego w Warszawie.
Żonaty z Haliną Krystyną Giersz (1922-2017). Został pochowany na cmentarzu wojskowym na Powązkach w Warszawie (kwatera I urnowa-12-4).

## Odznaczenia
- Order Sztandaru Pracy I klasy (1969)[4]
- Order Sztandaru Pracy II klasy.
- Krzyż Kawalerski Orderu Odrodzenia Polski[5].
- Krzyż Zasługi (1955)[6].
- Medal 10-lecia Polski Ludowej (1955)[7].
- Odznaka Honorowa I stopnia „Za szczególne zasługi dla rozwoju województwa bydgoskiego” (1969)[8]
- Odznaka honorowa "Za zasługi dla Lubelszczyzny" (1969)[9]